# Baku Stock Exchange
Baku Stock Exchange (BSE of Azerbeidzjaans: Bakı Fond Birjası - BFB) is de belangrijkste effectenbeurs van Azerbeidzjan.
De beurs is van start gegaan op 15 februari 2001 in de Azerbeidzjaanse hoofdstad Bakoe. Sindsdien worden hier voornamelijk aandelen van geprivatiseerde voormalige staatsondernemingen verhandeld. Daarnaast is er handel in staatsobligaties en in valuta.
De Baku Stock Exchange is lid van de Federation of Euro-Asian Stock Exchanges (FEAS). De beurs is een onderneming met 18 aandeelhouders.